# Metapolybia silvicola
Metapolybia silvicola är en getingart som beskrevs av Cooper 1999. Metapolybia silvicola ingår i släktet Metapolybia och familjen getingar. Inga underarter finns listade i Catalogue of Life.